# Етјен Жодел
Етјен Жодел (фр. Étienne Jodelle; 1532, Париз—јул 1573) је био француски барокни песник и писац драма.
Био је близак песничкој групи Плејаде, чије је принципе покушавао да употреби у театру. Први је употребио стих александринац у трагедији. Оживео је интерес за класичне античке теме у трагедијама средином 16. века, што је била прва појава не-религијских тема у овом жанру у француској књижевности. Комедију Евгеније радио је по узору на писце као што су Плаут и Теренције. 

## Дела
- Евгеније, L'Eugène (комедија у 5 чинова из 1553)
- Заробљена Клеопатра, Cléopâtre captive (лирска наративна трагедија из 1553)
- Дидонина жртва, Didon se sacrifiant (трагедија у 5 чинова инспирисана Енејидом, настала око 1555)